# Perspiria striaticaudata
Perspiria striaticaudata is een rondwormensoort uit de familie van de Desmodoridae. De wetenschappelijke naam van de soort is voor het eerst geldig gepubliceerd in 1962 door Timm.